# Lac des Sept Milles
Le lac des Sept Milles est un plan d'eau douce traversé par la rivière des Montagnes Blanches, situé sur la rive Nord-Ouest du fleuve Saint-Laurent, dans le territoire non organisé de Mont-Valin, dans la municipalité régionale de comté (MRC) du Fjord-du-Saguenay, dans la région administrative de la Saguenay–Lac-Saint-Jean, dans la province de Québec, au Canada.
La foresterie constitue la principale activité économique du secteur ; les activités récréotouristiques sont accessoires compte tenu de l’éloignement géographique et du manque de routes d’accès,,.
La surface du lac des Sept Milles est habituellement gelée de la mi-novembre à la mi-avril, toutefois la circulation sécuritaire sur la glace se fait généralement du début de décembre à la fin de mars.

## Géographie
Les principaux bassins versants voisins du lac des Sept Milles sont :
- côté Nord : rivière des Montagnes Blanches, lac Pambrun, rivière aux Perches, rivière Falconio, rivière Lerole, lac Plétipi ;
- côté Est : lac à la Croix, lac Manouanis, rivière Manouanis, rivière Auriac ;
- côté Sud : rivière des Montagnes Blanches, Petite rivière des Perdrix Blanches, rivière Modeste, rivière Bonnard, lac Manouane ;
- côté Ouest : lac Piacouadie, Petite rivière des Perdrix Blanches, rivière à Michel, rivière Modeste, rivière Péribonka[1].

Formé par l’élargissement de la rivière des Montagnes Blanches, le lac des Sept Milles est formé en longueur, comportant trois îles et trois rétrécissements à cause de presqu’îles. Ce lac est alimenté par cinq ruisseaux. Le lac a une longueur de 8,1 km, une largeur maximale de 0,8 km et une altitude de 519 m.
L’embouchure du lac des Sept Milles est localisée au Sud-Est, soit à :
- 21,2 km au Nord-Ouest du cours de la rivière à Michel ;
- 41,1 km au Nord-Ouest de l’embouchure de la rivière des Montagnes Blanches ;
- 64,4 km au Nord-Est de l’embouchure du lac Onistagane lequel est traversé par la rivière Péribonka ;
- 57,1 km au Nord-Ouest de l’embouchure du lac Manouane ;
- 132 km au Nord-Ouest de l’embouchure de la Petite rivière Manouane ;
- 186,4 km au Nord-Ouest de la confluence de la rivière Péribonka et de la rivière Manouane ;
- 144,1 km au Nord de l’embouchure du lac Péribonka ;
- 284 km au Nord de l’embouchure de la rivière Péribonka (confluence avec le lac Saint-Jean)[4],[1]

À partir de l’embouchure du lac des Sept Milles, le courant descend le cours de la rivière des Montagnes Blanches sur 56,8 km vers le Sud-Est, traverse le lac Manouane sur 30,0 km vers le Sud-Est, puis descend le cours de la rivière Manouane sur 150 km vers le Sud, le cours de la rivière Péribonka sur 602,7 km vers le Sud, traverse le lac Saint-Jean sur 29,3 km vers l’Est, puis emprunte sur 155 km le cours de la rivière Saguenay vers l’Est jusqu'à la hauteur de Tadoussac où il conflue avec le fleuve Saint-Laurent.

## Toponymie
Le toponyme « Lac des Sept Milles » a été officialisé le 5 décembre 1968 par la Commission de toponymie du Québec.